# Metamizol
Metamizol (português europeu) ou dipirona (português brasileiro) é um medicamento ainda utilizado principalmente como analgésico e antipirético. Embora ainda esteja disponível em balcão de um modo geral em todo o mundo, em alguns países como os Estados Unidos da América, a sua venda é proibida, pelo suposto risco de agranulocitose. Porém, no Brasil, efetivamente ainda é um dos analgésicos mais populares.

## Formas e características
Quimicamente, pode apresentar-se em forma essencial ou pura, não substituída cationicamente (metamizol), como ainda nas formas substituídas cationicamente metamizol sódico (ou dipirona sódica) — a forma mais usual no comércio farmacêutico, com, ainda, metamizol magnésico (ou dipirona magnésica), forma menos usual, embora disponível no comércio especializado:

### Metamizolnão substituído
Metamizol (dipirona primordial): é o [(2,3-diidro-1,5-dimetil-3-oxo-2-fenil-1H-pirazol-4-il)metilamino] metanossulfonoico (ou 1-fenil-2,3-dimetil-5-pirazolona-4-metilaminometano sulfonoico).

### Metamizol sódico
Metamizol sódico ou dipirona sódica, ou ainda dipirona sódica monoidratada é o [(2,3-diidro-1,5-dimetil-3-oxo-2-fenil-1H-pirazol-4-il)metilamino] metanosulfonato sódico (1-fenil-2,3-dimetil-5-pirazolona-4-metilaminometano sulfonato sódico). Medicamento utilizado principalmente como analgésico e antipirético. A venda da dipirona é proibida nos Estados Unidos e na maioria dos países da União Europeia, pelo risco de agranulocitose. Porém, no Brasil, efetivamente é um dos analgésicos mais populares, ao lado do ácido acetilsalicílico. Quimicamente é o [(2,3-diidro-1,5-dimetil-3-oxo-2-fenil-1H-pirazol-4-il)metilamino] metanossulfonato sódico (ou 1-fenil-2,3-dimetil-5-pirazolona-4-metilaminometano sulfonato de sódio). Também é dito simplesmente metamizol ou dipirona ou ainda metilmelubrina, sem alusão ao cátion ligante, que, embora mais comumente seja o sódio, pode também ser o magnésio, originando a dipirona magnésica.

### Metamizol magnésico
Dipirona magnésica (ou dipirona magnesiana, também metamizol magnésico (ou metamizol magnesiano) é droga anti-inflamatória não-estereoidal (AINE) utilizada como analgésico e antitérmico. Quimicamente é o di[2,3-dimetil-1-fenil-5-pirazolona-4-metilamino-metanossulfonato] de magnésio: C26H32N6O8S2Mg.
Dipirona magnésica costuma ser referida como "versão magnésica (ou magnesiana) do metamizol sódico", muito embora suas especificidades bioquímicas e farmacológicas superem muito essa comparação simplista.

### Metamizol cálcico
(Pode ser referido como homólogo alcalino-terroso de metamizol magnésico, embora tenha suas particularidades bioquímicas e farmacológicas)
Metamizol cálcico (ou dipirona cálcica) é droga anti-inflamatória não-estereoidal (AINE) utilizada como analgésico e antitérmico. Quimicamente é o di[2,3-dimetil-1-fenil-5-pirazolona-4-metilamino-metanossulfonato] de cálcio: C26H32N6O8S2Ca.
É importante ressaltar que, a despeito das proibições fundadas em pesquisas científico-médicas, as três substâncias são, a priori e em princípio, similares bioquimica e farmacologicamente. Não são, porém, idênticas, posto que a diferenciação havida pela hidrogeno-substituição por cátions (sódio, num caso; magnésio, noutro), confere especificidades bioquímicas e farmacológicas de relevo.

## Histórico e cultura
Metamizol foi usado medicamente, pela primeira vez, na Alemanha, em 1922 sob a marca "Novalgin®" e, por muitos anos, foi disponível como droga de venda livre na maioria dos países, até que suas toxicidades apareceram. Metamizol é comercializado sob várias formas e vários nomes comerciais.

## Statuslegal
Metamizol (notadamente metamizol sódico) foi banido da Suécia em 1974 e dos Estados Unidos em 1977; mais de trinta países incluindo Japão, Austrália e a maioria dos países integrantes da União Europeia tomaram a mesma decisão. Nesses países a droga ainda é utilizada como medicamento veterinário. Algumas companhias farmacêuticas, particularmente Hoechst e Merck, continuam a desenvolver drogas que contenham o metamizol sódico e as comercializam em alguns países.
No resto do mundo (especialmente na Espanha, México, Brasil, Índia, Rússia, Macedônia, Bulgária, Romênia, Israel e países do terceiro mundo), o metamizol sódico ainda encontra-se largamente disponível e continua sendo considerado um dos mais populares analgésicos.[carece de fontes?]
Metamizol sódico recebeu um breve momento de atenção na mídia americana em 2001 quando um imigrante latino foi internado em uma clínica em Salt Lake City com sintomas clínicos de agranulocitose. Foi descoberto que a droga continuava muito popular entre os imigrantes mexicanos e livremente disponível em lojas de imigrantes latinos.
Frente a crise de dependência de opioides nos EUA, um estudo apontou uma relação entre o estado legal da dipirona com o consumo de oxicodona, mostrando que o uso dessas drogas estavam inversamente relacionados. O uso limitado e controlado de dipirona pode ser benéfico quando ajustado pelo risco de dependência de opioides. Uma conferência israelense de 2019 também justificou o estado de aprovado no país como uma prevenção a dependência de opioides, e pela dipirona ser mais segura que a maioria dos analgésicos para pacientes com problemas renais.
É o medicamento mais vendido em São Paulo, sendo 488 toneladas em 2016.
Em 2012, dores de cabeça eram responsáveis por 70% do uso na Indonésia.

Mapa mundial da disponibilidade da dipirona
Disponível sem restrições
Disponível, mas sem dados sobre necessidade de prescrição.
Somente por prescrição, com poucas restrições no uso.
Somente por prescrição, com muitas restrições no uso.
Não disponível para uso humano, mas uso veterinário pode ainda ser permitido.
Sem informações.

## Indicação
Indicado usualmente como analgésico e antipirético.
Dipirona tem como ação primária antipirética e secundária analgésica, mas não apresenta atividade anti-inflamatória. Ela é contraindicada durante o último trimestre da gravidez e durante a amamentação.

## Contraindicações
Hipersensibilidade prévia (como agranulocitose ou anafilaxia) ao metamizol ou a qualquer um dos excipientes (por exemplo, lactose) na preparação usada; porfiria aguda, hematopoiese prejudicada (como devido ao tratamento com agentes quimioterápicos); terceiro trimestre de gravidez (potencial para efeitos adversos no recém-nascido); lactação; crianças menores de 3 meses de idade ou com massa corporal abaixo de 5 kg; histórico de asma induzida por aspirina; e outras reações de hipersensibilidade aos analgésicos.
| Droga(s)      | Interação/razão para potencial teórico de indução             |
| ------------- | ------------------------------------------------------------- |
| Ciclosporina  | Níveis séricos diminuídos de ciclosporina.                    |
| Clorpromazina | Hipotermia aditiva (baixa temperatura corporal) pode ocorrer. |
| Metotrexato   | Risco aditivo de toxicidade hematológica (sangue).            |

Anticoagulantes orais (afinadores sanguíneos), carbonato de lítio, captopril, triantereno e anti-hipertensivos podem também interagir com metamizol, como outras pirazolonas por interagir adversamente com tais substâncias.

## Superdosagem
Considera-se razoavelmente seguro em superdosagem, mas normalmente se aconselham medidas de suporte, como as limitadoras de absorção (carvão ativado) e incremento de excreção (hemodiálise)

## Físico-química
Disponível como ácido sulfônico, ou sal de cálcio, magnésio ou sódio (mais comum). O sal sódico mono-hidratado é pó branco/quase cristalino, fotossensível, muito solúvel em água e etanol e quase insolúvel em diclorometano.

## Farmacologia
Seu mecanismo preciso de ação é ainda desconhecido, embora se acredite que a inibição da síntese de prostaglandina possa estar envolvida. Recentemente, os pesquisadores descobriram outro mecanismo potencial envolvendo metamizol como pró-fármaco. Nessa proposta, ainda não verificada por outros pesquisadores, o próprio metamizol decompõe-se em outras substâncias químicas que são os agentes ativos reais. O resultado é um par conjugado canabinoide e AINE (ácido araquidônico) (embora não no estrito signficado químico da palavra para sub-metabólitos de metamizol, conquanto estudos em animais tenham demonstrado que CB1 canabinoide receptor não está envolvido na analgesia induzida por metamizol). Entretanto, parece inibir febres causadas por prostaglandinas, especialmente prostaglandina E2 Ele parece produzir efeitos terapêuticos por meio de seus metabólitos, especialmente N-metil-4-aminoantipirina (MAA) e 4-aminoantipirina (AA).
| Metabólito                 | Acrônimo | Biologicamente ativo? | Propriedades farmacocinéticas                                                                                   |
| -------------------------- | -------- | --------------------- | --- |
| N-metil-4-aminoantipirina  | MAA      | SIM                   | Biodisponibilidade ≈90%. Ligação proteico-plasmática: 58%. Excretada na urina como 3±1% da dose (oral) inicial  |
| 4-aminoantipirina          | AA       | Sim                   | Biodisponibilidade≈22.5%. Ligação proteico-plasmática: 48%. Excretada na urina como 6±3% da dose (oral) inicial |
| N-formil-4-aminoantipirina | FAA      | NÃO                   | Ligação proteico-plasmática: 18%. Excretada na urina como 23±4% da dose (oral) inicial                          |
| N-acetil-4-aminoantipirina | AAA      | NÃO                   | Ligação proteico-plasmática: 14%. Excretada na urina como 26±8% da dose (oral) inicial                          |

### Mecanismo de ação
Após a administração, o metamizol é completamente hidrolisado em sua porção ativa, 4-N-metilaminoantipirina (MAA). Principalmente o MAA, mas também o 4-aminoantipirina (AA), contribuem para o efeito clínico. É inibidor seletivo de prostaglandina F2-alfa.

### Reações adversas
Reações anafiláticas com os seguintes sintomas na pele ou mucosas:

- Ardor;
- Inchaço.
- Prurido;
- Rubor;
- Urticária;

Também foram relatados dispneia e, menos frequentemente, sintomas gastrintestinais.
Entre outras reações adversas encontram-se:

- Angioedema grave;
- Arritmia cardíaca;
- Broncoespasmo grave;
- Choque anafilático;
- Exantema;
- Hipotensão arterial e
- Urticária generalizada.

E em casos isolados e/ou raramente:
- Agranulocitose ou trombocitopenia;
- Leucopenia;
- Síndrome de Lyell; e
- Síndrome de Stevens-Johnson.

### Outras informações
- Vias de administração: oral, parenteral e retal
- Metabolismo: hepático
- Excreção: renal
- Meia-vida plasmática (4 em 4 horas)
- Dose máxima diária: 4 g

### Riscos de agranulocitose
Metamizol foi sintetizado por primeiro Alemanha em 1920, por Hoechst AG e, em 1922, iniciou-se a produção em massa. Permaneceu disponível mundialmente até a década de 1970, quando foi descoberto que havia risco de causar agranulocitose, doença potencialmente fatal.
Conforme estudos recentes (2002) de Dr. Anthony Wong (USP), a taxa de incidência de agranulocitose causada pelo metamizol está entre 0,2 e 2 casos por milhão de pessoas com alguns dias de uso, contando com aproximadamente 7% dos casos fatais (considerando que todos os pacientes tiveram acesso a cuidados médicos urgentes). Pelo que se pode esperar entre 60 e 600 mortes anuais num país de 300 milhões de habitantes devido ao metamizol , levando em consideração que todo cidadão faça uso da droga ao menos uma vez ao mês. Essa taxa não é muito alta se comparada com outras drogas como, por exemplo, a clozapina, conhecida por ter uma taxa 50 vezes maior de causar agranulocitose. Entretanto, desde a década de 1970, alguns países vêm considerando essas taxas de risco muito grandes para um analgésico de venda não controlada, em razão do que têm-lhe progressivamente conferido o status legal de proibição à prescrição médica e comercialização.
Em 1998, Andrade et al. conduziram meta-análise para comparar estudos epidemiológicos de 1975 a 1995 e estimaram que a mortalidade por milhão de casos obtidos da comunidade de agranulocitose, de anemia aplástica, de anafilaxia e de complicações sérias do trato gastrointestinal superior era 592 para diclofenaco, 185 para aspirina, 25 para metamizol e 20 para paracetamol. O CIOMS IV (Council for International Organizations of Medical Sciences, análises de benefício-risco), no mesmo ano, reportou que o risco de mortalidade para as mesmas condições eram: diclofenaco = 5,92, aspirina = 2,03, metamizole = 0,20 e paracetamol = 0,25. Esses estudos sugerem que os riscos de reações adversas para metamizol são similares dos para paracetamol, uma droga usualmente tida como bem segura. De acordo com a conclusão do CIOMS IV “Novos métodos de estudos epidemiológicos têm mostrado que os riscos de agranulocitose (1,7 por milhão) devido ao metamizol foram exagerados nos anos de 1970”.

## Reações Químicas
A dipirona é um agente redutor suave, e pode ser oxidada in vitro ou in vivo com a perda de seu grupo sulfonometil, produzindo o composto N-metilamino-4-antipirina (também chamado monometilaminopirina) que é de fato o composto analgésico ativo, bem como formaldeído e bissulfato de sódio como co-produtos.
Alguns agentes oxidantes, como por exemplo o iodo, o cloreto férrico e o hipoclorito de sódio também propiciam essa reação.

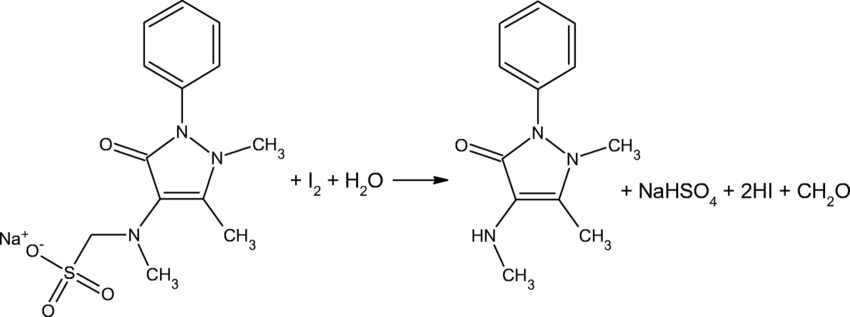
Oxidação da dipirona pelo iodo formando monometil aminopirina, formaldeído e bissulfato de sódio.

A reação química entre a dipirona e um agente oxidante forte como o peróxido de hidrogênio concentrado, persulfato de sódio e dicromato de potássio irá produzir um composto de cor vermelho-arroxeada intensa, o ácido rubazônico, um produto tipicamente formado na oxidação de compostos do tipo fenil-pirazolona.

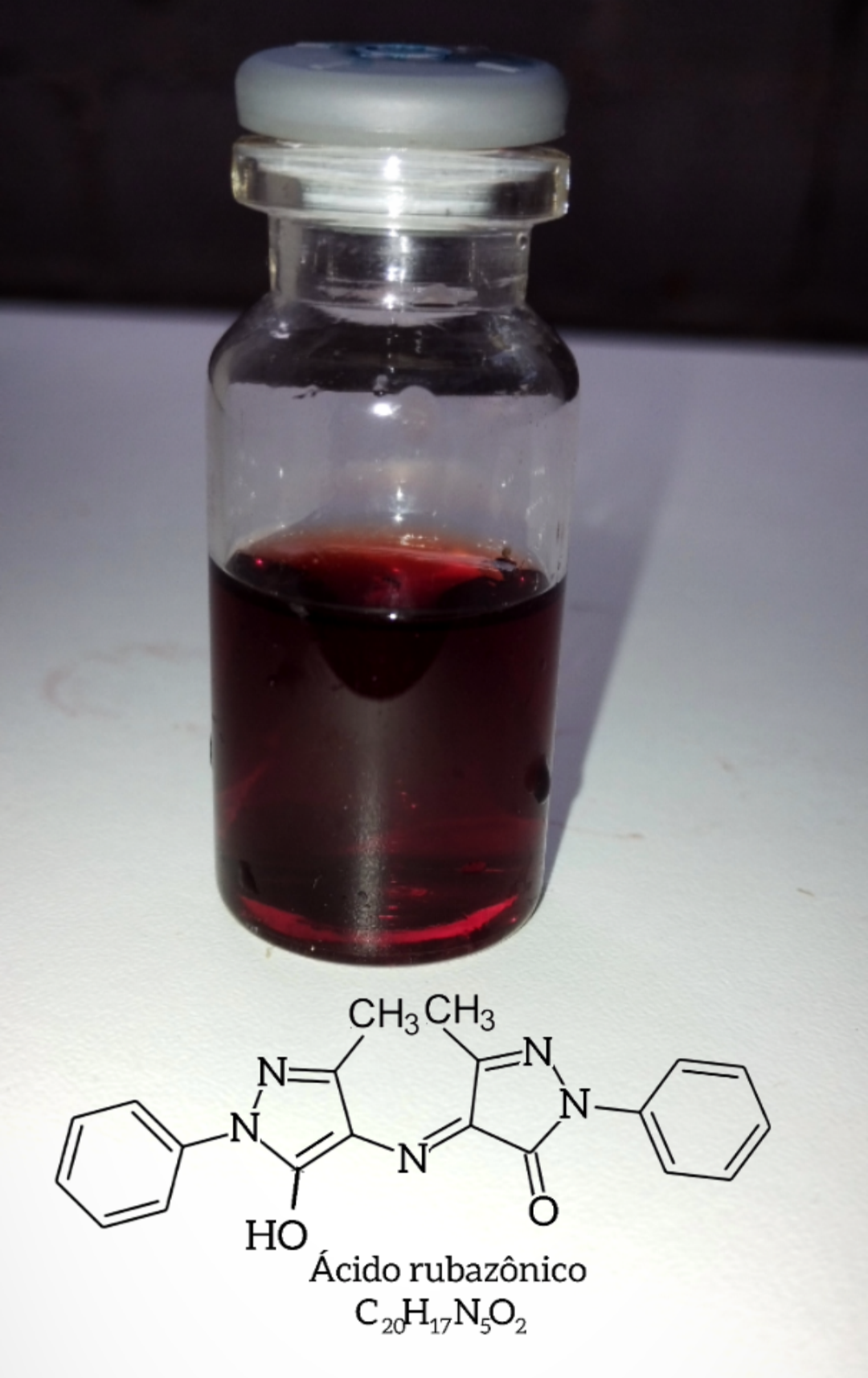
Uma solução hidroalcoólica do ácido rubazônico, um produto da oxidação da dipirona pelo peróxido de hidrogênio concentrado, iodo ou dicromato de potássio.

Quando a dipirona é oxidada pelo hipoclorito de sódio, bromo, iodo em excesso ou nitrato cérico de amônio, especialmente em meio fracamente ácido, uma cor azul-escura se desenvolve na solução, a qual gradualmente desvanece para uma cor amarela passando por uma tonalidade verde da mistura das duas cores. O hipoclorito de sódio oxida a dipirona em várias etapas até formar benzoquinona (um composto amarelo intenso) a partir da oxidação de seu anel benzênico, bem como outros produtos como gás nitrogênio, dióxido de carbono, formaldeído e ácido acético originados da quebra do anel pirazolona. Um dos intermediários dessa reação é um radical livre persistente de cor azul intensa oriundo da oxidação de um elétron da monometil aminopirina, que perdura na solução por alguns segundos a cerca de um minuto, até eventualmente sofrer decomposição.

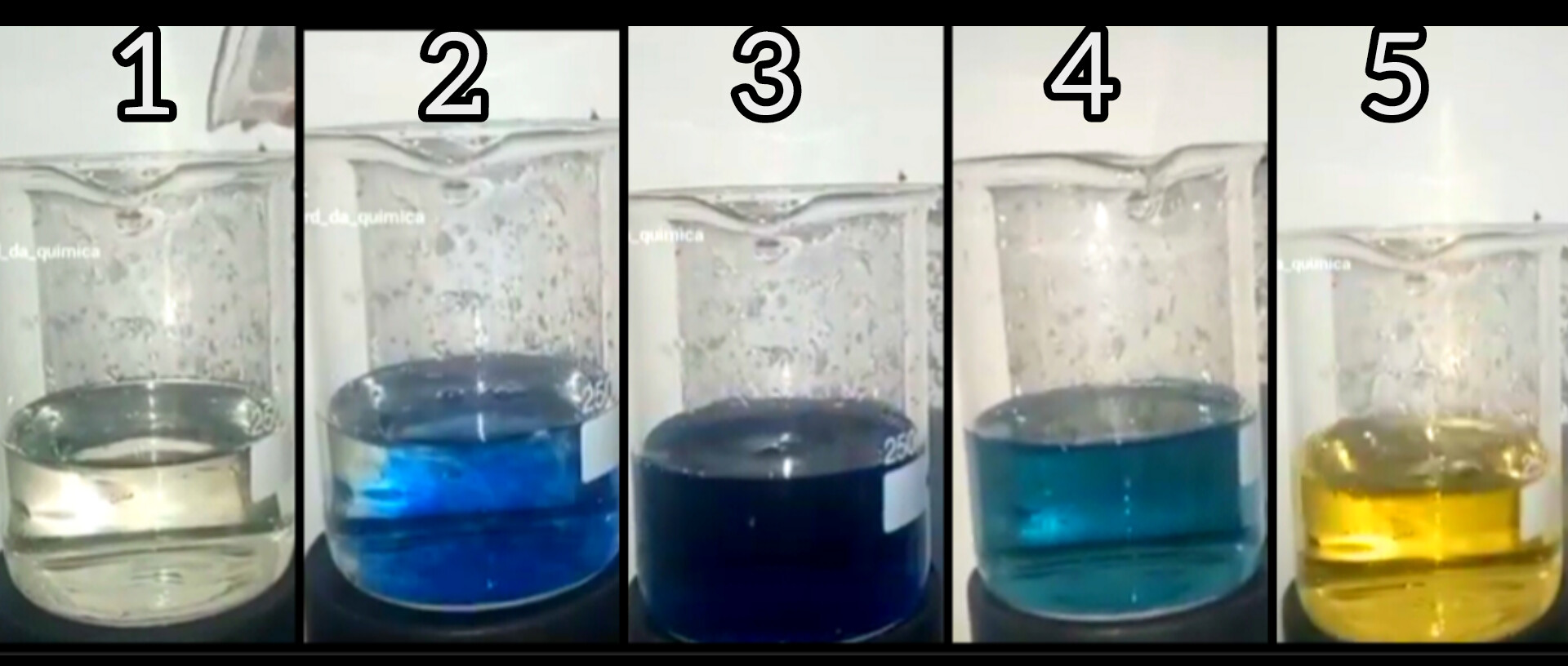
Reação química da dipirona com o hipoclorito de sódio: 1- solução aquosa de dipirona antes da adição do oxidante; 2- solução imediatamente após a adição de solução de hipoclorito, mostrando o surgimento da cor azul escura do radical livre; 3- alguns segundos após a adição, com as duas soluções bem misturadas; 4- desvanecimento da cor azul à medida que o radical instável se decompõe (~45 segundos após a mistura); 5- estado final da solução, um minuto após a mistura, com a cor amarela da quinona visível.

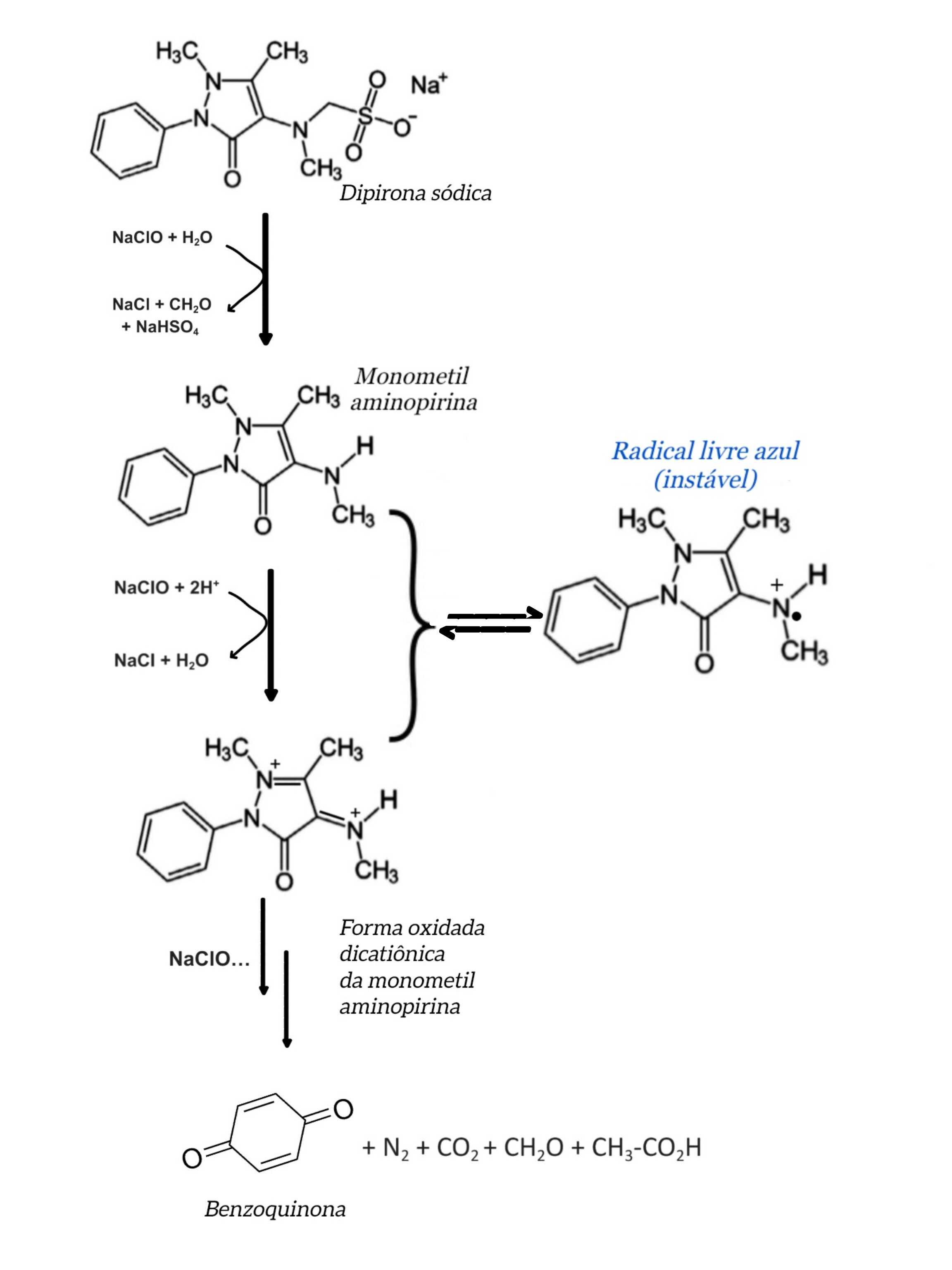
Reação química entre a dipirona e o hipoclorito (ou ácido hipocloroso), formando benzoquinona ao final, com a formação de um radical livre azul intenso como intermediário.

## Nomes comerciais

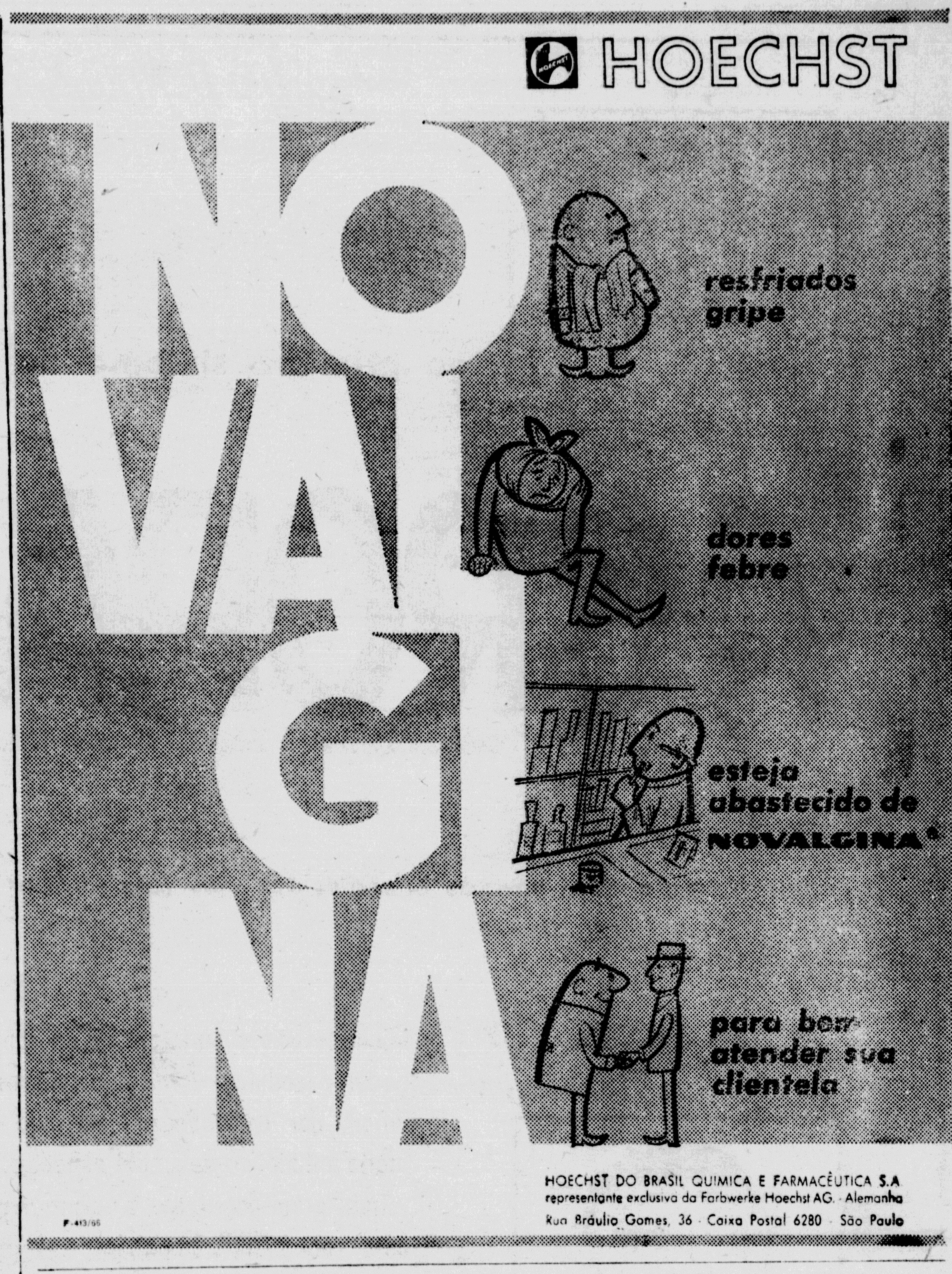
Propaganda da Novalgina em 1966

Comercialmente, conhece-se pelos nomes Dipidor®, Novalgina®, Neosaldina®, Lisador®, Nolotil®, Anador® entre outros, até também pelo próprio nome dipirona.